# Dierk Töbelmann
Dierk Töbelmann (auch Dirk) (* 17. Mai 1888 in Bremen - Arsten; † 14. Juni 1959 in Bremen) war ein deutscher Steinsetzer und Bremer Politiker (SPD).

## Biografie
Töbelmann besuchte die Volksschule und erlernte den Beruf eines Steinsetzers, in dem er in Arsten arbeitete. 
Politik
Töbelmann wurde Mitglied der Gewerkschaft und der SPD.
Nach dem Ersten Weltkrieg war er von 1919 bis 1922 vorübergehend Mitglied in der USPD sowie 1920 bis 1921 für die USPD Mitglied der Bremischen Bürgerschaft. In der damaligen bremischen Landgemeinde Arsten fungierte er in den 1920er Jahren als Gemeindevorsteher.
Nach dem Zweiten Weltkrieg war er wieder für die SPD in der 1. und 2. Wahlperiode von 1946 bis 1951 Abgeordneter der Bürgerschaft.